# Lindon Selahi
Lindon Selahi (Namur, Belgija, 26. veljače 1999.) profesionalni je nogometaš koji igra na poziciji veznog igrača za Widzew Łódź. 
Selahi je rođen u Namuru u Belgiji u albanskoj obitelji iz Sjeverne Makedonije. Nogomet je počeo igrati s 4 godine u lokalnim klubovima.

## Klupska karijera
U lipnju 2016. Selahi je potpisao svoj prvi profesionalni ugovor sa Standard Liègeom. Selahi je imao svoj profesionalni debi za Standard Liège u 3-1 pobjedi belgijske Prve lige A protiv Anderlechta 10. svibnja 2018. Dana 6. lipnja 2019. Selahi je potpisao dvogodišnji ugovor s opcijom daljnjeg produženja s nizozemskim klubom FC Twente. Svoj službeni debi imao je u ligaškoj utakmici protiv PSV Eindhovena i zabio je svoj prvi gol u Eredivisie 25. listopada 2019. protiv FC Emmena. Dana 15. siječnja 2021. Selahi je prešao u nizozemski klub Willem II Tilburg, na posudbu do kraja sezone.
Dana 24. srpnja 2021. Selahi je potpisao trogodišnji ugovor za HNK Rijeku, stigao je kao slobodan igrač. Odigrao je više od sto utakmica za klub.

## Reprezentativna karijera
Lindon Selahi rođen je u Belgiji, njegova obitelj je albanskog porijekla iz Sjeverne Makedonije, njegovi djed i baka napustili su Kumanovo kasnih 1950-ih, a zatim su se preselili u Belgiju 1960-ih. Selahijeva obitelj i danas živi u Belgiji, ali je vezana za albansku domovinu, svi govore albanski. Selahi je igrao za reprezentaciju Belgije do 16 godina. Imao je izbor između nekoliko reprezentacija: Kosova, Albanije, Belgije i Sjeverne Makedonije, ali je odlučio predstavljati Albaniju i dobio albansku putovnicu 2018. Selahi je također predstavljao Albaniju do 17 godina na par prijateljskih turnira 2015. 
Za reprezentaciju Albanije do 21 godine debitirao je protiv Bosne i Hercegovine. U listopadu 2019. pozvala ga je seniorska nogometna reprezentacija Albanije. Debitirao je 14. listopada 2019. u kvalifikacijskoj utakmici za Euro 2020. protiv Moldavije. U 89. minuti zamijenio je Keidija Barea.

## Vanjske poveznice
- Lindon Selahi, Soccerway (engl.)